# Rückpositiv

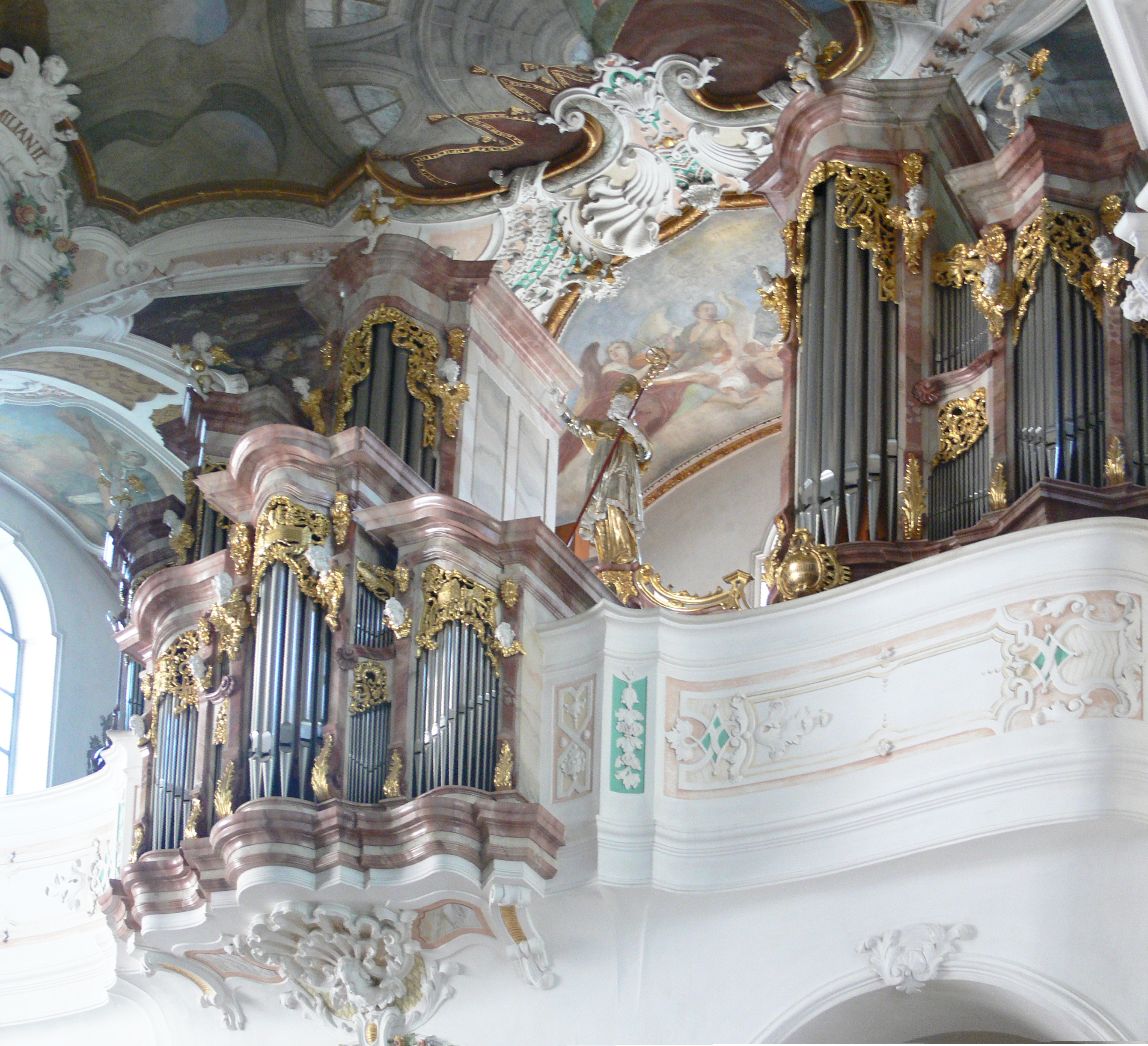
Vorne das Rückpositiv als Brüstungswerk (1984) in der Erzabtei Beuron

Das Rückpositiv (oder Positiv) ist ein Werk einer Orgel. Es befindet sich in der Regel im Rücken des Organisten in einem eigenen Gehäuse und ist in der Emporenbrüstung angebracht.

## Geschichte

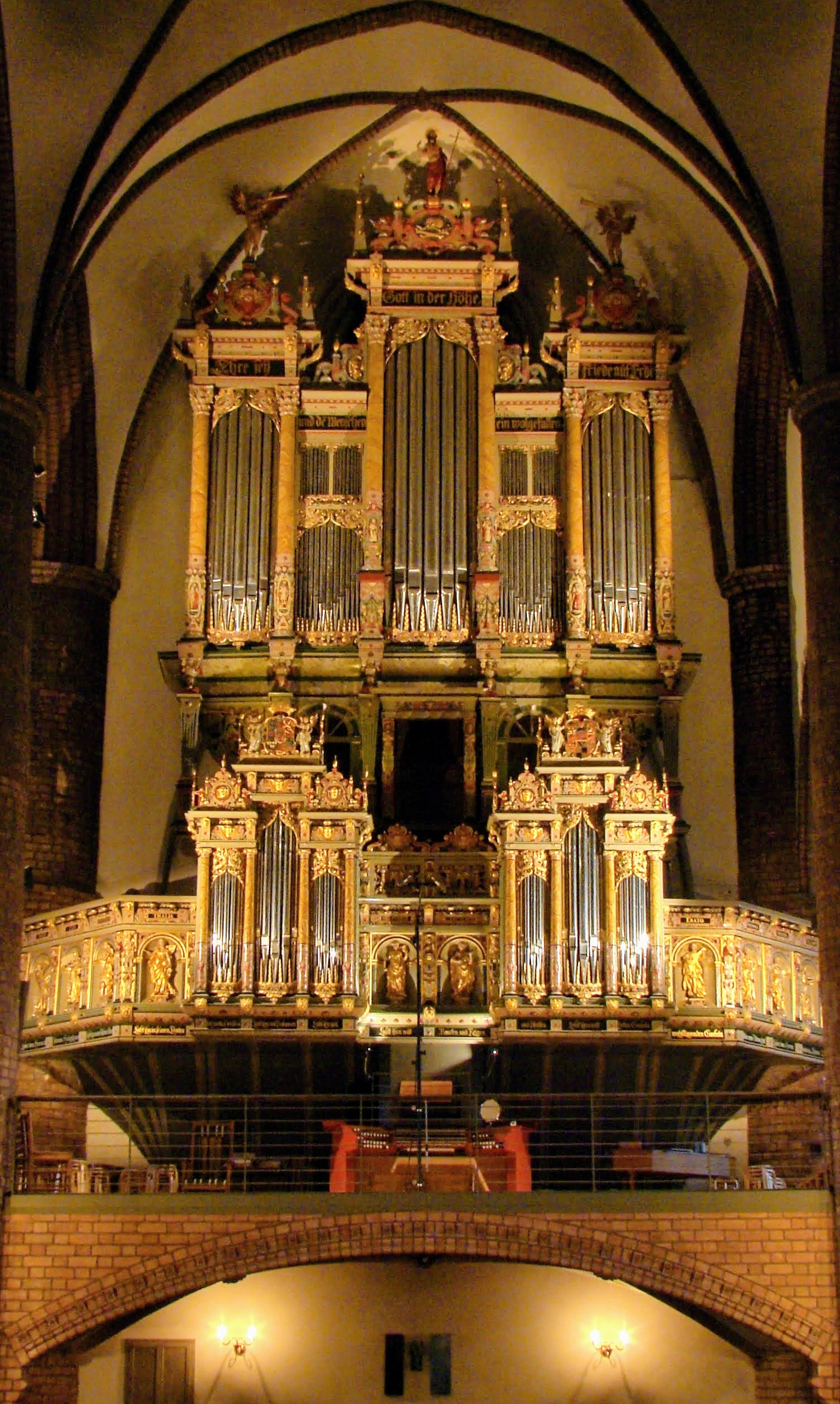
Doppeltes Rückpositiv (1609) in der Flensburger Nikolaikirche

Im 14. Jahrhundert entstanden die ersten mehrmanualigen Orgeln, im 15. Jahrhundert die ersten Rückpositive. Im niederländischen Orgelbau wird 1447 in Zwolle erstmals ein Rückpositiv erwähnt, 1458 eines in Delft mit einer Manualkoppel. Da man diese Orgel mit der in Utrecht verglich, wird die Domorgel in Utrecht von 1434 ebenfalls ein Rückpositiv besessen haben. Das Hauptwerk war traditionell als Blockwerk mit dem Prinzipalwerk konzipiert. Demgegenüber hatte das Rückpositiv im niederländischen Orgelbau zunächst Doppelladen oder häufig drei Register (Prinzipal, Mixtur, Scharff), später auch Schleifladen mit anderen Registern wie Flöten. 1505 stellte Daniel van der Distelen in Antwerpen Pedalpfeifen ins „Stuhlpositiv“ und ins Brustwerk. Während das Hauptwerk in der Spätgotik als „das große Werk“, „das Prinzipalwerk“ oder „le grant ouvraige“ bezeichnet wird, heißt das Rückpositiv „Positiv“, „Stuhl“ oder „la chaire“.
In Frankreich wird 1433 eine Rückpositivklaviatur für St-Étienne in Troyes geliefert. Henri Arnaut de Zwolle beschreibt ein Rückpositiv in seinem um 1440 geschriebenen Traktat über Musikinstrumente. Die 1440 von Heinrich Traxdorf in der Sebaldkirche Nürnberg erbaute Orgel besaß ein Rückpositiv, wie eine 1861 angefertigte Skizze ihres gotischen Gehäuses belegt.  Weitere Rückpositive sind im 15. Jahrhundert bezeugt für Dijon (1447), Koblenz (1467) und Zürich (1479). Leonhard Mertz erhielt 1459 den Auftrag zum Bau eines Instruments in Barcelona, das vor und hinter dem Hauptwerk („a parte anteriori“ und „posteriori magni operis“) über zwei separat anspielbare Werke verfügte, offensichtlich ein Rückpositiv und ein Hinterwerk. Bei den spätgotischen dreimanualigen Orgeln in Nürnberg/Frauenkirche, Langensalza (1500) und im Freiberger Dom (1506) verteilten sich die Register auf Hauptwerk/Oberwerk, Rückpositiv und Brustwerk.
Der Bau des Rückpositivs erfuhr in der Renaissance und im Barock seinen Höhepunkt, besonders im norddeutsch-niederländischen Orgelbau. Gottfried Silbermann in Sachsen baute im Gegensatz zu seinem Bruder Andreas Silbermann im Elsass keine Orgeln mit Rückpositiv. Überhaupt ging der Bau ab der zweiten Hälfte des 18. Jahrhunderts stark zurück und wurde im 19. Jahrhundert nicht mehr ausgeführt. Erst durch die Orgelbewegung und die Rückbesinnung auf den klassischen Orgelbau erfuhr das Rückpositiv durch die Wiederentdeckung des Werkprinzips eine Wiederbelebung.

## Technik und äußere Gestaltung

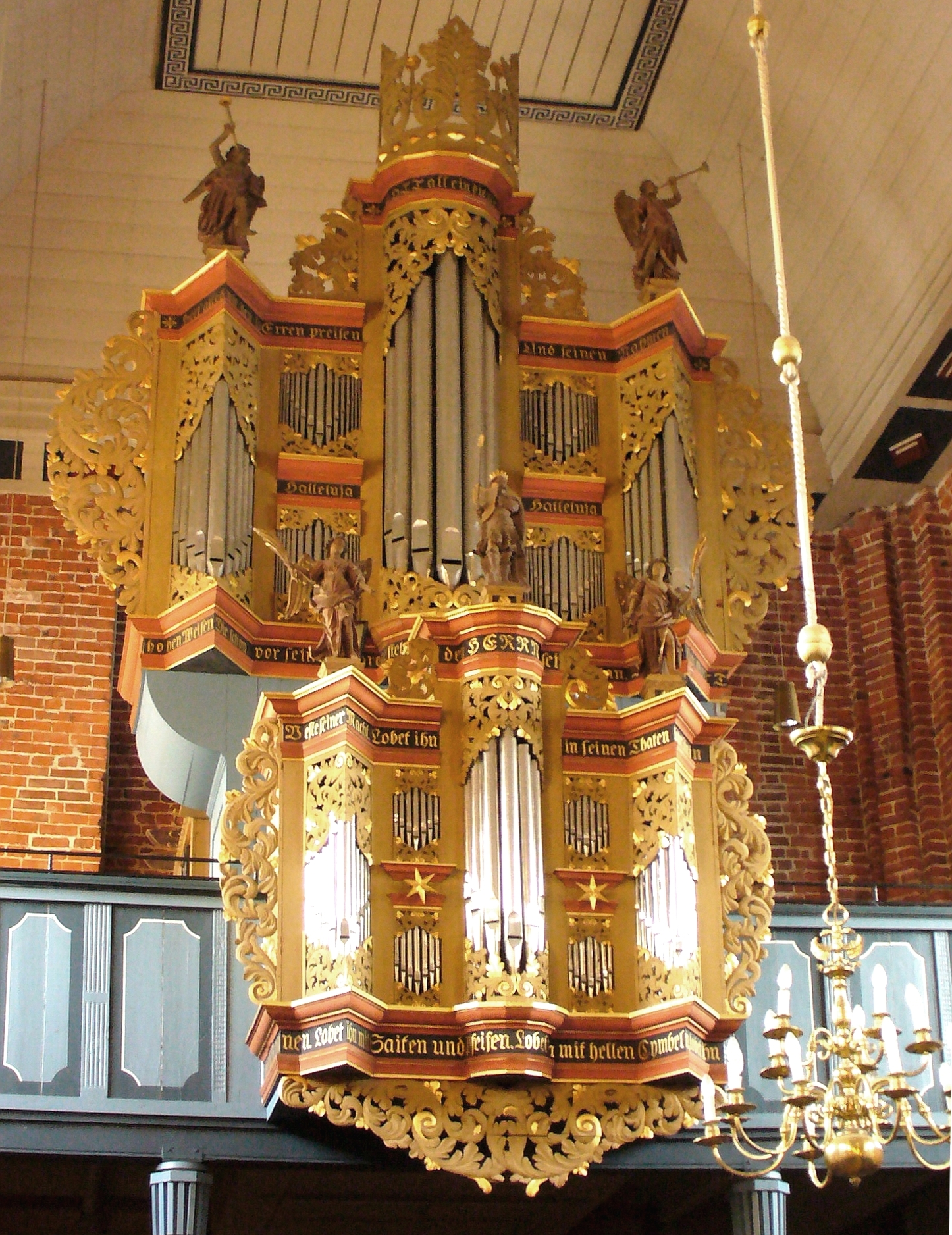
Bei der Orgel der Marienkirche (Marienhafe) entsprechen sich Hauptwerk und Rückpositiv im Äußeren

Ein Rückpositiv setzt mindestens eine zweimanualige Anlage voraus, um beide Manualwerke separat bedienen zu können. Die Traktur von Orgeln mit mechanischer Schleiflade verläuft von der Taste zu den höher liegenden Kanzellen über Abstrakten, die auf Zug beansprucht werden. Dies ist beim Rückpositiv nicht ohne Weiteres möglich, da die Mechanik nach unten geführt wird und auf Druck reagieren muss. Aus technischen Gründen ist das Rückpositiv deshalb üblicherweise dem untersten Manual zugewiesen, um eine Überkreuzung der Mechanik zu vermeiden. Erst der moderne Orgelbau ermöglichte eine andere Zuweisung der Manuale. So kann bei zweiarmigen Tasten der Drehpunkt auf die Mitte verlagert werden, wodurch statt der Druck- eine Zugbeanspruchung erzielt wird. Im klassischen Orgelbau sind unterhalb der untersten Klaviatur Stecher angebracht, die über Winkel und Wellen den Druckimpuls auf Abstrakten vermitteln, die zu den Pfeifenventilen führen. Im spanischen Orgelbau wird teils ausschließlich eine Stechermechanik eingesetzt, bei der bis zu sieben Meter lange Kanzellen direkt bis unter die Manualklaviatur geführt werden.
In der Prospektgestaltung korrespondiert das Rückpositiv gerne mit dem Hauptwerk. Vielfach entspricht es dem Gehäuse des Hauptwerks in verkleinerter Form.
Eine Besonderheit stellt die Anlage eines doppelten Rückpositivs dar. In der Regel sind die Register dann auf die beiden Teilgehäuse verteilt. In seltenen Fällen bilden beide Rückpositive eigenständige Werke, denen ein eigenes Manual zugeordnet ist. Ein frühes Beispiel für Anlage mit zwei Rückpositiven ist die Renaissance Orgel von Nikolaus Maß, die er von 1604 bis 1609 für die Flensburger Nikolaikirche schuf. Bei der berühmten Gabler-Orgel in Weingarten (1737–1750) ist im rechten Positiv das Brüstungspedalwerk untergebracht. Beispiele für moderne Orgeln mit doppeltem Rückpositiv finden sich in der Lutherkirche in Hamburg-Wellingsbüttel (Emanuel Kemper, 1938), der Großen Kirche Leer (Paul Ott, 1955), der Almudena-Kathedrale (Gerhard Grenzing, 1999), im Königsberger Dom (Alexander Schuke, 2008).

## Klang

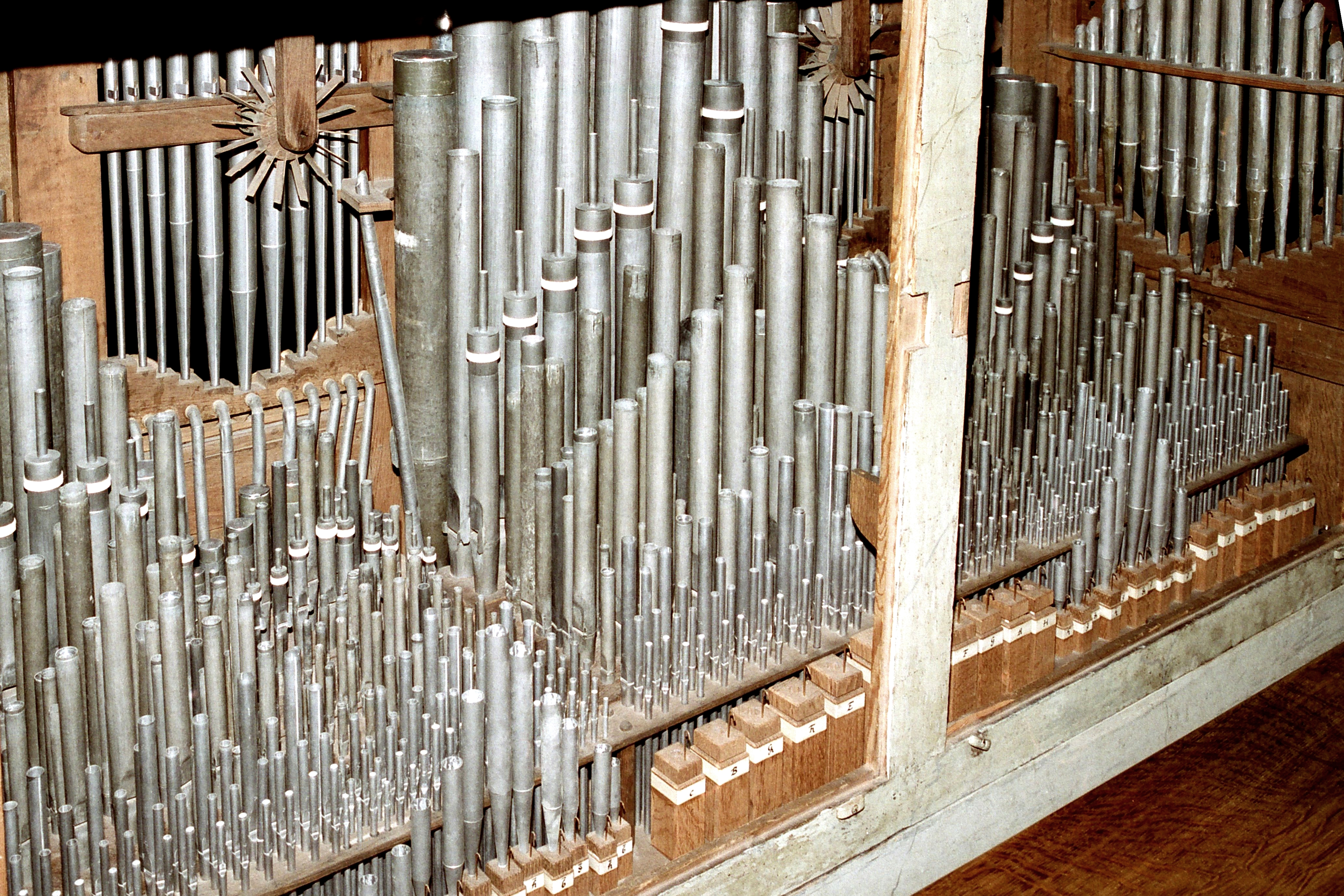
Blick ins Rückpositiv der Orgel in Norden; im Vordergrund das Register Dulcian 8′ mit hölzernen Stiefeln

Von Anfang an bildete das Rückpositiv mit seinem andersartigen Plenum und durch seine anderen Stimmen wie Flöten und Zungenregister einen klanglichen Kontrast zum Hauptwerk. In der Spätgotik wurde es wegen seiner „Süßigkeit“ geschätzt. Durch die Platzierung in der Brüstung erklingt es frei in den Kirchenraum. Dadurch ergibt sich für den Zuhörer ein unmittelbarerer Klang als bei den anderen Werken der Orgel. Die Klangintensität kann dem dahinter liegenden Hauptwerk gleichen, wie bei der Kleinen Orgel der Lübecker Jakobikirche, wo beide Werke gleich stark besetzt sind. Der Klangcharakter ist in jedem Fall schlanker und brillanter. Dies hängt damit zusammen, dass das Rückpositiv über deutlich kleinere Pfeifen als das Hauptwerk verfügt und die Prospektprinzipale des Rückpositivs meistens eine Oktave höher als die des Hauptwerks liegen. Neben den erforderlichen Grundstimmen werden häufig verschiedene kurzbechrige Zungen, Solostimmen und Aliquotregister disponiert. Damit ist es für das Cantus-firmus-Spiel gut geeignet. Anders als das Oberwerk enthielt das Rückpositiv bereits in der Spätrenaissance schon einen voll ausgebauten Prinzipalchor. Die norddeutsche Barockorgel hat im Rückpositiv in der Regel einen voll ausgebauten Flötenchor und kennt keine Koppeln zwischen dem Rückpositiv und den übrigen Teilwerken. Im süddeutschen Raum und in Österreich, wo die Nebenwerke und auch das Brüstungswerk als „Positiv“ bezeichnet werden, sind die Rückpositive deutlich schwächer ausgestattet.